# Michael Halbartschlager
Michael Halbartschlager (* 4. September 1992) ist ein österreichischer Fußballspieler.

## Karriere
Halbartschlager begann seine Karriere bei der Union Grünburg-Steinbach. Ab der Saison 2008/09 kam er für die Kampfmannschaft des Vereins in der achtklassigen 2. Klasse zum Einsatz.
Im Jänner 2010 wechselte er zum viertklassigen SV Grün-Weiß Micheldorf. Sein Debüt in der OÖ Liga gab er im April 2010, als er am 16. Spieltag der Saison 2009/10 gegen die Amateure des LASK in der 60. Minute für Wolfgang Ecklbauer eingewechselt wurde. Seinen ersten Treffer für Micheldorf erzielte er im Mai 2010 bei einem 2:1-Sieg gegen den SV Sierning.
In seinen fünfeinhalb Jahren bei Micheldorf absolvierte er 127 Spiele in der OÖ Liga und erzielte dabei zehn Tore. Zur Saison 2015/16 wechselte er zum Regionalligisten SK Vorwärts Steyr.
Im Juli 2015 absolvierte er sein erstes Spiel in der Regionalliga, als er am ersten Spieltag jener Saison gegen die SPG FC Pasching/LASK Juniors in der Startelf stand. Sein erstes Tor in der Regionalliga erzielte er im selben Monat bei einem 3:0-Sieg gegen den SV Wallern.
Mit Steyr stieg er 2018 in die 2. Liga auf. In der Aufstiegssaison 2017/18 kam er in allen 30 Spielen zum Einsatz und erzielte dabei fünf Tore. Sein Debüt in der zweithöchsten Spielklasse gab er im Juli 2018, als er am ersten Spieltag der Saison 2018/19 gegen die SV Ried von Beginn an zum Einsatz kam. Nach sieben Jahren in Steyr verlässt Halbartschlager den Verein nach der Saison 2021/22 und kehrte zum viertklassigen Micheldorf zurück.